# 摩西·夏里特
摩西·夏里特 （希伯来语：משה שרת，拉丁化：Moshe Sharett，1894年10月15日—1965年7月7日），以色列第二任总理，原名是Moshe Shertok（希伯来语：משה שרתוק)，在大衛·本-古理安的兩届任期之间任职近2年。

## 生平
摩西·夏里特出生在乌克兰赫尔松，当时那里是俄罗斯帝国的一部分。1908年，他移居到巴勒斯坦，他的家庭是特拉维夫的创建者之一。1948至1956年間，摩西·夏里特出任以色列外長。1956年、马来亚联合邦独立前一年，摩西·夏里特出訪吉隆坡；他描述，当时第一任英属马来亚联合邦首席部长东姑阿都拉曼对于他在马来亚委任一名以色列领事的建议“毫不犹豫”。
1965年7月7日，摩西·夏里特逝世。